# Raimundas Vaitiekus
Raimundas Vaitiekus (* 2. Januar 1971 in Pajūris, Rajongemeinde Šilalė) ist ein litauischer Politiker, Bezirksleiter von Tauragė und Vize-Bürgermeister von Šilalė.

## Leben
1994 absolvierte er das Diplomstudium der Wirtschaft an der Lietuvos žemės ūkio akademija. Von 2003 bis 2007 war er stellvertretender Bürgermeister der Rajongemeinde Šilalė und von 2009 bis 2010 Leiter von Bezirk Tauragė, ab 2010 Berater des Premierministers. Seit 2011 ist er Mitglied im Rat von Šilalė.
Ab 1999 war er Mitglied der Lietuvos liberalų sąjunga und ab 2003 der Liberalų ir centro sąjunga.
Er ist verheiratet. Mit Frau Sigita hat er den Sohn Ignas. 